# 豊岡村 (秋田県)
豊岡村（とよおかむら）は秋田県仙北郡にあった村。現在の大仙市北東部、斉内川右岸にあたる。

## 地理
- 山：扇形山、小滝山
- 河川：斉内川

## 歴史
- 1889年（明治22年）4月1日 - 町村制の施行により、豊岡村、栗沢村、大神成村の区域をもって発足。
- 1955年（昭和30年）3月31日 - 長野町・清水村・豊川村と合併して中仙町が発足。同日豊岡村廃止。

## 教育

### 中学校
- 豊岡豊川両村組合立豊成中学校

### 小学校
- 豊岡小学校

## 著名出身者
- 高田景次 (元秋田市長)